# Levante (Schiff, 1994)
Die Levante ist ein RoPax-Schiff des italienischen Eigners Giovanni Visentini, das für Balearia zwischen Barcelona und den Balearen im Einsatz steht. Es wurde 1994 unter dem Namen Lazio von Tirrenia di Navigazione beschafft.

## Geschichte

### Lazio
Das Schiff wurde 1994 unter der Baunummer 5923 auf der Fincantieri-Werft im italienischen Palermo gebaut. Der Stapellauf des Schiffes fand am 6. November 1993 statt, im Juni 1994 wurde es an Tirrenia di Navigazione ausgeliefert und zunächst im Mittelmeer eingesetzt. Am 14. November 2012 kam es in der Nähe von Lipari zu einem Brand im Maschinenraum des Schiffes als dieses ohne Passagier von Messina nach Civitavecchia unterwegs war.
Ab Januar 2013 wurde das Schiff von Stena SeaLine gechartert und zwischen der Ukraine und der Türkei eingesetzt.

### Levante
Im Frühsommer 2013 wurde das Schiff von Giovanni Visentini übernommen und in einer griechischen Werft für 500.000 US-Dollar aufgearbeitet und mit einem weißen Anstrich versehen. Im Juni 2013 erhielt das Schiff den Namen Levante. Es wurde von der griechischen Harmonica Lines gechartert, welche das Schiff auf der Verbindung Brindisi und Igoumenitsa einsetzen wollte. Es stellte sich aber auf der Jungfernfahrt vom 21. Juli heraus, dass die Entladerampe der Levante zu hoch für die Hafenanlage von Igoumenitsa ist und dadurch die Abfahrt für die LKWs gefährlich steil ist, weshalb der regelmäßige Betrieb der Verbindung nicht aufgenommen wurde. Das Schiff wurde deshalb im September von Balearia gechartert und ist nun während der Herbst- und Wintermonate von Barcelona nach Menorca und Ibiza im Einsatz.